# Acoplanarità

Nel contesto degli esperimenti che coinvolgono la cromodinamica quantistica, l'acomplanarità può nascere dall'emissione di gluoni dalle particelle di stato finale.

In fisica delle particelle, la acomplanarità di un esperimento di scattering misura di quanto i percorsi delle particelle "scatterate" deviano dall'essere complanari. Le misure di acoplanarità forniscono verifiche della cromodinamica quantistica perturbativa perché la QCD predice che l'emissione di gluoni può portare a eventi di scattering acomplanari.

## Misure di acomplanarità
Per uno stato finale a due jet, una misura utile dell'acomplanarità è
{\displaystyle \varphi =\pi -(\phi _{2}-\phi _{1})}
dove {\displaystyle \phi _{i}} sono gli angoli azimutali dei jet di stato finale rispetto alla linea del fascio iniziale. Una misura alternativa dell'acomplanarità che è infrared safe (non dipendente da fenomeni fisici di bassa energia) e che funziona per jet ampi con tante particelle è data da
{\displaystyle A=4\min {\left({\frac {\sum _{i}|p_{out}^{i}|}{\sum _{i}|p_{i}|}}\right)^{2}}}
dove {\displaystyle p_{i}} sono gli impulsi delle particelle di stato finale e {\displaystyle p_{out}^{i}} sono le componenti di questi impulsi perpendicolari a un piano scelto in modo tale che A sia minima. Nel caso di due particelle di stato finale complanari, il piano che minimizza A conterrebbe i percorsi di entrambe le particelle e la linea del fascio, e A sarebbe pari a 0.